# Eva Cela
Eva Cela (Durazzo, 17 febbraio 1995) è un'attrice italiana.

## Biografia
Nata a Durazzo, in Albania, arriva in Italia all'età di due anni. A otto anni inizia la sua carriera da ginnasta, entrando a far parte della Nazionale Italiana di Ginnastica Aerobica Sportiva. Nel 2012, a soli diciassette anni, vince la medaglia di bronzo ai Campionati Mondiali di Ginnastica Aerobica in Bulgaria, a Sofia. Chiude la sua carriera sportiva con all'attivo le partecipazioni a tre campionati europei e un mondiale. Nel 2019 studia recitazione al Centro Sperimentale di Cinematografia, che conclude con la laurea triennale nel 2021. Prosegue la sua formazione all'Accademia nazionale d'arte drammatica Silvio d'Amico per l'ottenimento della laurea magistrale. Nel 2021 viene scelta da Marco Bellocchio per interpretare Agnese Moro, la figlia di Aldo Moro, nella serie Esterno Notte. La serie viene presentata in anteprima mondiale nel 2022 al Festival di Cannes. Nel 2022, Michele Riondino, le affida il ruolo di Anna in Palazzina laf. Il film viene presentato in anteprima mondiale alla Festa del Cinema di Roma e sarà vincitore di tre David di Donatello. Nello stesso anno, interpreta Lucia da ragazza nella serie Supersex per Netflix, diretta da Matteo Rovere, incentrata sulla vita di Rocco Siffredi, interpretato da Alessandro Borghi. Con l'Accademia nazionale d'arte drammatica, nel 2024 partecipa al Festival dei due mondi a Spoleto con quattro spettacoli e nel 2025 alla Biennale di Venezia diretta da Willem Dafoe con cinque spettacoli sotto la direzione artistica di Antonio Latella. 

## Filmografia

### Cinema
- 1991, regia di Ricardo Trogi (2018)
- Un mondo in più, regia di Luigi Pane (2021)[5]
- Ipersonnia, regia di Alberto Mascia (2022)
- L'amor fuggente, regia di Davide Lomma (2022)[6]
- Esterno notte, regia di Marco Bellocchio (2022)
- Palazzina Laf, regia di Michele Riondino (2023)
- Io + te, regia di Valentina de Amicis (2024)

### Televisione
- Don Matteo – serie TV, episodio 12x08 (2020)
- Che Dio ci aiuti, regia di Francesco Vicario – serie TV, episodio 6x06 (2021)
- Briganti, regia di Steve St. Leger, Nicola Sorcinelli, Antonio Le Fosse – serie TV (2022)
- Fiori sopra l'inferno, regia di Carlo Carlei – serie TV (2023)
- Supersex, regia di Matteo Rovere – serie TV, 4 episodi (2024)

## Teatro
- Gli ultimi giorni dell'umanità, regia di Antonio Latella[7] (2025)
- A.Mor.T, regia di Nathalie Béasse[8](2025)
- Grrrrr/Grrrrr, regia di Sebastian Nübling[9] (2025)
- Evviva! Non ho detto niente!, regia di Thom Luz[10] (2025)
- Noi, regia di Alessio Maria Romano [11](2025)
- Risveglio di primavera, regia di Giovanni Ortoleva[12] (2024)
- Freaks, regia di Federica Rosellini[13] (2024)
- Romeo e Giulietta, regia di Paolo Costantini[14] (2024)
- Quando noi morti ci risvegliamo, regia di Leonardo Manzan[15] (2024)
- XXX - Robert Mapplethorpe, regia di Antonio Latella[16] (2024)
- The Flick, regia di Vito Mancusi (2022)
- Sesso, bugie e videotape, regia di Eljana Popova (2022)
- La casa nova, regia di Piero Maccarinelli (2022)
- Jaurìa, regia di Marcello Cotugno (2022)[17]
- Sleeping Around Girotondo (Schnitzler), regia di Marcello Cotugno (2021)
- Il giardino dei ciliegi, regia di Eljana Popova (2020)
- Nozze di sangue, regia di Mirella Bordoni (2019)
- Animal Actors, regia di Roberto Antonelli (2019)

## Premi e riconoscimenti
- Magna Graecia Film Festival (2024) - Migliore Attrice[18]
- Ischia Global Fest (2024) - Ischia Global Art Award[19]
- David di Donatello (2024) - In concorso - Attrice non protagonista[20] Palazzina Laf

## Festival
- Festa del Cinema di Roma (2023)

- Festival dei Due Mondi (2024)[21]
- Biennale di Venezia (2025)[22]